# Siekierki
Siekierki (do alemão Zäckerick) é uma vila no município de Cedynia na Pomerânia Ocidental e no condado de Gryfiński. Esta região pertenceu á Alemanha até 1945 e está localizada na foz do Rio Słubia, que deságua no Rio Oder. Do outro lado do Rio Oder está a comunidade alemã Oderaue, distrito Märkisch-Oderland, em Brandemburgo.